# Wilhelm Boegehold

Wilhelm Boegehold

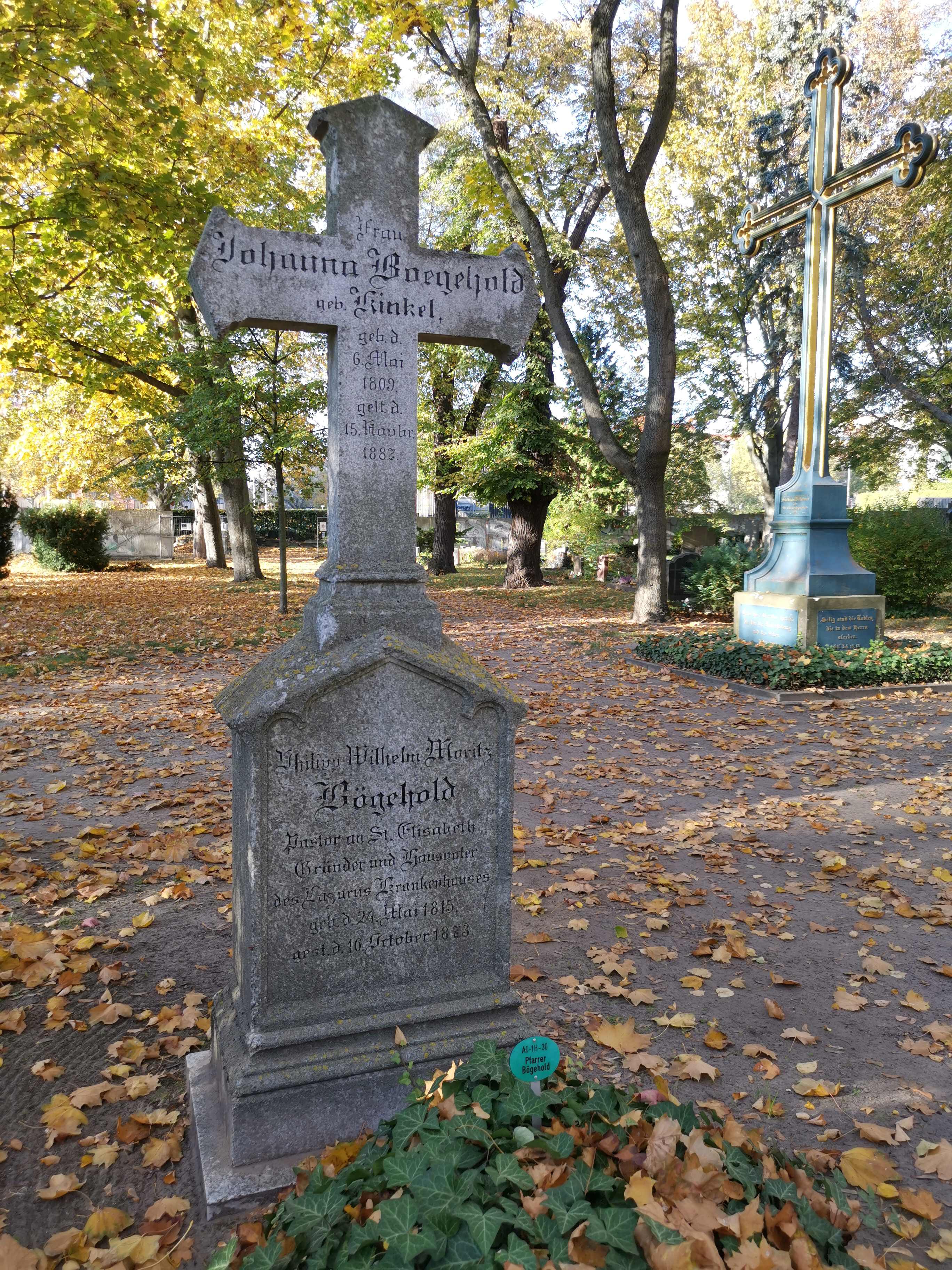
Grab auf dem St. Elisabeth-Friedhof I in Berlin-Mitte, Ackerstraße (Feld A I)

Wilhelm Boegehold (* 24. Mai 1815 in Mülheim an der Ruhr; † 16. Oktober 1873 in Berlin) war ein deutscher Theologe.

## Leben
Boegehold studierte an der Rheinischen Friedrich-Wilhelms-Universität Bonn und der Friedrich-Wilhelms-Universität zu Berlin Evangelische Theologie. Nach dem Examen war er Gefängnispfarrer in Düsseldorf. Hier gründete er einen Verein für straffällig gewordene Frauen.  Ab 1857 war er Gefängnispfarrer am Zellengefängnis Lehrter Straße in Berlin-Moabit. Ab 1863 war er Pfarrer an St. Elisabeth (Berlin). In dieser Zeit gründete er das Lazarus-Krankenhaus, woraus sich später das Lazarus-Kranken- und Diakonissenhaus entwickelte. Boegehold war Vorsitzender des Krankenhausvorstands. Als er starb, hinterließ er seinen gesamten Besitz dem Krankenhaus. Er wurde auf dem St. Elisabeth-Friedhof beigesetzt.
Wilhelm Boegehold war verheiratet mit Johanna Boegehold, geb. Kinkel (* 6. Mai 1809 in Bonn; † 15. November 1887 in Berlin), der Schwester des Revolutionärs Gottfried Kinkel.